# قائمة تشريعات الرياضة (مصر)
قوانين وقرارات الرياضة في مصر
| م | التشريع المنظم                                                     | تشريعات التعديلات | قرارات اللائحة التنفيذية للتشريع المنظم | الحالة | ملاحظات |
| - | ------------------------------------------------------------------ | ----------------- | --------------------------------------- | ------ | --- |
|   | تنظيم الرياضة رقم 71 لسنة 2017                                     |                   |                                         |        | ألغي بموجبه: - الأحكام الخاصة بالرياضة بالقانون رقم 77 لسنة 1975                                                          |
|   | الهيئات الأهلية لرعاية الشباب والرياضة رقم 77 لسنة 1975            | رقم 51 لسنة 1978  |                                         |        | ألغي بموجبه: - القانون رقم 41 لسنة 1972 - القانون رقم 26 لسنة 1965 - القانون رقم 77 لسنة 1964 - القانون رقم 129 لسنة 1963 |
|   | الهيئات الخاصة العاملة في ميدان رعاية الشباب رقم 26 لسنة 1965      | رقم 41 لسنة 1972  |                                         |        | ألغي بموجبه: - القانون رقم 77 لسنة 1964 - القانون رقم 129 لسنة 1963                                                       |
|   | تنظيم حركة الكشافة و المرشدات رقم 77 لسنة 1964                     |                   |                                         |        | |
|   | تنظيم اللجنة الأولمبية واتحادات اللعبات الرياضية رقم 129 لسنة 1963 |                   |                                         |        | |

## أنظر أيضاً
- قائمة تشريعات الاستثمار والمناطق الحرة (مصر)
- قائمة تشريعات المناطق الاقتصادية (مصر)
- قائمة تشريعات التعاقدات والمناقصات والمزايدات (مصر)
- قائمة تشريعات الطاقة والثروة المعدنية (مصر)
- قائمة تشريعات السياحة (مصر)
- قائمة تشريعات الصناعة (مصر)
- قائمة تشريعات الزراعة (مصر)
- قائمة تشريعات النقل (مصر)
- قائمة تشريعات التعمير (مصر)
- قائمة تشريعات الصحة (مصر)
- قائمة تشريعات التنمية (مصر)
- قائمة تشريعات التجارة والشركات (مصر)
- قائمة تشريعات المواصفات والقياس (مصر)
- قائمة تشريعات الاستيراد والتصدير (مصر)
- قائمة تشريعات الإتفاقيات الدولية (مصر)
- قائمة تشريعات الرقابة والحماية والتحكيم (مصر)
- قائمة تشريعات الأسواق والأدوات المالية غير المصرفية (مصر)
- قائمة تشريعات المصارف والنقد (مصر)
- قائمة تشريعات الضرائب والجمارك والرسوم (مصر)
- قائمة تشريعات العمل (مصر)